# Un año de tu vida
Un año de tu vida es un programa de entrevistas español para la televisión producido por Canal Sur. El programa se estrenó el 21 de marzo de 2019 y fue renovado para una segunda temporada que se estrenó el 23 de septiembre de 2019.
El 2 de marzo de 2020, la televisión pública de Castilla-La Mancha, Castilla-La Mancha Media comienza la emisión de su primera temporada presentada por Ramón García en el prime time de los lunes a las 22:30 h.

## Formato
Es presentado por Toñi Moreno en Canal Sur y por Ramón García en Castilla-La Mancha Media, quien entrevista a personajes famosos, interesándose por los detalles de su vida que no son públicos. Cada semana se accionará el “pulsador del tiempo” para viajar a un año y a un tema concretos. Hay música en directo, humor y colaboradores fijos como el Comandante Lara, Valeria Vegas y Fani Gordillo, en Canal Sur.
Es un formato original creado por Alberto del Pozo y José Miguel Fernández Cuadrado para Happy Ending TV.

## Equipo

### Presentadora
| Nombre      | Información          | Duración        |
| ----------- | -------------------- | --------------- |
| Toñi Moreno | Presentadora titular | 2019 - presente |

### Director
- Alberto del Pozo

### Colaboradores
Canal Sur
- Comandante Lara (Temp. 1-2)
- Fani Gordillo (Temp. 1-2)
- Valeria Vegas (Temp. 1-Actualidad)
- José Antonio Naranjo (Temp. 2-Actualidad)
- Diego Arrabal (Temp. 2-Actualidad)
- Pepe Da-Rosa Jr. (Temp. 3-Actualidad)
- Mario Niebla del Toro (Temp. 3-Actualidad)
- Agustín Bravo (Temp. 3-Actualidad)

Castilla-La Mancha Media
- Aurora González

## Programas y audiencias Canal Sur
| Cadena | Cadena    | Temporada | Programas | Estreno                  | Final                 | Audiencia media | Audiencia media | Audiencia media |
| Cadena | Cadena    | Temporada | Programas | Estreno                  | Final                 | Espectadores    | Cuota           |                 |
| ------ | --------- | --------- | --------- | ------------------------ | --------------------- | --------------- | --------------- | --------------- |
|        | Canal Sur | 1         | 14        | 21 de marzo de 2019      | 1 de julio de 2019    |                 |                 |                 |
|        | Canal Sur | 2         | 21        | 23 de septiembre de 2019 | 10 de febrero de 2020 |                 |                 |                 |
|        | Canal Sur | 3         |           | 14 de septiembre de 2020 |                       |                 |                 |                 |

## Programas y audiencias Castilla-La Mancha Media
| Cadena | Cadena                   | Temporada | Programas | Estreno            | Final | Audiencia media | Audiencia media | Audiencia media |
| Cadena | Cadena                   | Temporada | Programas | Estreno            | Final | Espectadores    | Cuota           |                 |
| ------ | ------------------------ | --------- | --------- | ------------------ | ----- | --------------- | --------------- | --------------- |
|        | Castilla-La Mancha Media | 1         |           | 2 de marzo de 2020 |       |                 |                 |                 |

## CASTILLA-LA MANCHA MEDIA

### 1ª Temporada: Un año de tu vida
| Programa | Invitados                                                                   | Fecha de emisión    |
| -------- | --------------------------------------------------------------------------- | ------------------- |
| 1        | Azúcar Moreno, Cristina Sánchez y Juan José Padilla                         | 2 de marzo de 2020  |
| 2        | Bertín Osborne, Soraya Arnelas, Ismael Beiro, Irma Soriano y Nieves Herrero | 9 de marzo de 2020  |
| 3        |                                                                             | 16 de marzo de 2020 |
| 4        |                                                                             | 23 de marzo de 2020 |
| 5        |                                                                             | 30 de marzo de 2020 |

## CANAL SUR

### 1ª Temporada: Un año de tu vida
| Programa | Invitados | Fecha de emisión    | Audiencia | Cuota |
| -------- | --- | ------------------- | --------- | ----- |
| 1        | Rosario Flores, Ángela Carrasco, Vanesa Martín y Hugo Salazar                                                 | 21 de marzo de 2019 |           |       |
| 2        | María José Cantudo y Al Bano                                                                                  | 28 de marzo de 2019 |           |       |
| 3        | José Mercé, Jeanette, Karina, Micky y María Jesús y su acordeón                                               | 4 de abril de 2019  |           |       |
| 4        | José Ortega Cano, Joana Jiménez, Manuel Cuevas, Diana Navarro, Pastora Soler, Argentina y Arcángel            | 11 de abril de 2019 |           |       |
| 5        | María del Monte, Raquel Revuelta, Esther Arroyo y Ángela Ponce                                                | 29 de abril de 2019 |           |       |
| 6        | Camela, Melody, Lorenzo Ruiz, Pasión Vega, Tico Medina, Carmen Abenza y José Manuel Soto                      | 6 de mayo de 2019   |           |       |
| 7        | Rosana, Irma Soriano, Nieves Herrero y Consuelo Berlanga                                                      | 13 de mayo de 2019  |           |       |
| 8        | Carlos Herrera, Joselito, María Isabel, Gemelos Cortés, Millán Salcedo, Pablo Carbonell y Victorio & Lucchino | 20 de mayo de 2019  |           |       |
| 9        | María Teresa Campos                                                                                           | 27 de mayo de 2019  |           |       |
| 10       | Terelu Campos, Remedios Amaya y Cristina Almeida                                                              | 3 de junio de 2019  |           |       |
| 11       | Bertín Osborne, Norma Duval y Pedro Rollán                                                                    | 10 de junio de 2019 |           |       |
| 12       | Rosa López, Agustín Bravo y Andrés Aberasturi                                                                 | 17 de junio de 2019 |           |       |
| 13       | Los Chichos y el reparto de Arrayán                                                                           | 24 de junio de 2019 |           |       |
|          | |                     |           |       |

### 2ª Temporada: Un año de tu vida
| Programa | Invitados                                                                                     | Fecha de emisión         | Audiencia | Cuota |
| -------- | --------------------------------------------------------------------------------------------- | ------------------------ | --------- | ----- |
| 1        | Mariló Montero, El Arrebato, Cristina Torres, Miguel Ángel Valero y Jorge Sanz                | 23 de septiembre de 2019 |           |       |
| 2        | Ana Obregón, Mayra Gómez Kemp, Laura Sánchez, Eva Pedraza, Rody Aragón y Teresa Rabal         | 30 de septiembre de 2019 |           |       |
| 3        | Blas Cantó, Pastora Soler, Roberto Leal, Paco Tous y Santiago Segura                          | 7 de octubre de 2019     |           |       |
| 4        | Boris Izaguirre, Azúcar Moreno, Rocío Cortés, Frank Bravo, Juan Tamariz y Anthony Blake       | 14 de octubre de 2019    |           |       |
| 5        | Pilar Rubio, Diana Navarro, India Martínez, Pitingo, Josema Yuste y Manolo Sarriá             | 21 de octubre de 2019    |           |       |
| 6        | Antonio Banderas, Cristina Hoyos, Farruquito, Pimpinela y Fernando Tejero                     | 28 de octubre de 2019    |           |       |
| 7        | Juan y Medio, David DeMaría, Merche, Paco Cepero, Juana Martín y Cristina Rodríguez           | 6 de noviembre de 2019   |           |       |
| 8        | Isabel Gemio, Los del Río, Rosa López, Ismael Beiro y Joana Jiménez                           | 11 de noviembre de 2019  |           |       |
| 9        | Antonio José, Jeanette Rodríguez, Carlos Latre y Juan Muñoz                                   | 18 de noviembre de 2019  |           |       |
| 10       | Marisol Bizcocho, Pitu, Miguel Caiceo, José Luis Gil, Juan José Ballesta y Remedios Cervantes | 25 de noviembre de 2019  |           |       |
| 11       | Las Ketchup, Melody, Bibiana Fernández, Miriam Díaz Aroca y Jorge Sanz                        | 2 de diciembre de 2019   |           |       |
| 12       | Paloma San Basilio, Arantxa del Sol y Andoni Ferreño                                          | 9 de diciembre de 2019   |           |       |
| 13       | Bárbara Rey, Loreto Valverde, El Sevilla, El Koala, Irma Soriano y Samanta Villar             | 16 de diciembre de 2019  |           |       |
| 14       | Paz Santana, Modesto Barragán, Rocío León, Eva Ruiz Martín, Anabel Alonso y Adexe y Nau       | 30 de diciembre de 2019  |           |       |
| 15       | Bertín Osborne, Gemeliers y Paco Candela                                                      | 6 de enero de 2020       |           |       |
| 16       | Los Chunguitos, María Galiana, Benito Zambrano, Cristina Sánchez y David Meca                 | 13 de enero de 2020      |           |       |
| 17       | David Bisbal, Massiel, Miguel Joven y Aarón Guerrero                                          | 20 de enero de 2020      |           |       |
| 18       | Chenoa, Andrés Pajares, Fernando Esteso, Soraya Arnelas y DeMarco Flamenco                    | 27 de enero de 2020      |           |       |
| 19       | Alaska, Cantores de Híspalis, Francisco Ruiz Miguel y Juan José Padilla                       | 3 de febrero de 2020     |           |       |
| 20       | La Húngara, Falete, Florentino Fernández, Rosario Pardo, Ainhoa Arteta y Tomatito             | 10 de febrero de 2020    |           |       |

### 3ª Temporada: Un año de tu vida
| Programa | Invitados | Fecha de emisión         | Audiencia | Cuota |
| -------- | --- | ------------------------ | --------- | ----- |
| 1        | Bertín Osborne, Manuel Sarriá y Amigos de Gines | 14 de septiembre de 2020 |           |       |
| 2        | Cayetano Martínez de Irujo, Joana Jiménez, Antonio Cortés, Erika Leiva, Alonso Caparrós y Goyo González | 21 de septiembre de 2019 |           |       |
| 3        | Jesulín de Ubrique, Antonio Canales y Rafael Amargo | 28 de septiembre de 2019 |           |       |
| 4        | David Bustamante, Natalia, Poty, Marisa Jara y Ángela Ponce | 5 de octubre de 2020     |           |       |
| 5        | Paco Candela, Argentina, Ágatha Ruiz de la Prada, Fran Rivera, Enrique Romero y Juan Ramón Romero | 12 de octubre de 2020    |           |       |
| 6        | Anne Igartiburu, Laura Gallego, Sandra Cabrera, Miriam Domínguez, Irene Villa y Coral Bistuer | 19 de octubre de 2020    |           |       |
| 7        | Jaime Cantizano, Andy y Lucas, Ángel Garó y Ken Appledorn | 26 de octubre de 2020    |           |       |
| 8        | María Jiménez y Miguel Ángel Muñoz | 2 de noviembre de 2020   |           |       |
| 9        | Jorge Fernández, José Manuel Parada, Jonathan Santiago y Álvaro Díaz | 9 de noviembre de 2020   |           |       |
| 10       | José Mercé, Dolores Montoya, Paco Cepero, Arcángel, Manuel Lombo y Gemelos Cortés (Especial Flamenco) | 16 de noviembre de 2020  |           |       |
| 11       | Shaila Dúrcal, Charo Reina, María Peláe, Marlene Mourreau y Cristina Tárrega | 23 de noviembre de 2020  |           |       |
| 12       | Raphael, Antonio Orozco, Antonio José, Soraya Arnelas, Chenoa, Blas Cantó, Pasión Vega, Marisol Bizcocho, Manuel Lombo, María Villalón, India Martínez, José Mercé, El Sevilla y Pitingo (Especial Unicef) | 30 de noviembre de 2020  |           |       |
| 13       | María Teresa Campos, María Rodríguez, María de la Colina, Jesús Castro y Luis Tosar | 7 de diciembre de 2020   |           |       |
| 14       | Verónica Forqué, Marta Sánchez, Manu Tenorio y Hugo Salazar | 14 de diciembre de 2020  |           |       |
| 15       | María José Santiago y Paco Candela | 21 de diciembre de 2020  |           |       |
| 16       | Día de los Inocentes | 28 de diciembre de 2020  |           |       |
| 17       | El Arrebato, Marta Quintero y Gemeliers | 4 de enero de 2021       |           |       |
| 18       | Antonio Carmona, Julia Garrido, Marisol Bizcocho, Ana de Caro, Salvador García Pitu, Cisco García y Javier Fernández                                                                                       | 11 de enero de 2021      |           |       |
| 19       | María del Monte, Betty Missiego, Soleá, y Saúl Craviotto | 18 de enero de 2021      |           |       |
| 20       | Camela, Celia Villalobos y Cristina Almeida | 25 de enero de 2021      |           |       |
| 21       | Mario Vaquerizo, Ángela Carrasco y Pablo Puyol | 1 de febrero de 2021     |           |       |
| 22       | Concha Velasco, El Selu, El Canijo de Carmona, Ramoncín y Medina Azahara | 8 de febrero de 2021     |           |       |
| 23       | Joaquín Cortés, Encarnita Polo, Melody, Santi Rodríguez y Martita de Graná | 15 de febrero de 2021    |           |       |
| 24       | Anabel Alonso, Teté Delgado, Ana Ruiz, Beret y Tomasito | 22 de febrero de 2021    |           |       |
| 25       | Manuel Díaz, el Cordobés, Yolanda Ramos y Vivy Lin | 1 de marzo de 2021       |           |       |
| 26       | Lolita, Juan Valderrama y Rosario Mohedano | 8 de marzo de 2021       |           |       |
| 27       | Pastora Soler e Ivonne Reyes | 15 de marzo de 2021      |           |       |
| 28       | Carmen Flores | 22 de marzo de 2021      |           |       |
| 29       | Vanesa Martín y Antonio José | 5 de abril de 2021       |           |       |